# Julien Bayou
Pour les articles homonymes, voir Bayou.
 (novembre 2024).
Il peut être nécessaire de l'améliorer pour respecter le principe de neutralité de point de vue. Veuillez consulter la page de discussion pour plus de détails.

Julien Bayou, né le 11 juin 1980 à Paris, est un homme politique français et avocat.
Il est élu député de la cinquième circonscription de Paris en 2022 après avoir été conseiller régional d'Île-de-France de 2010 à 2022 et secrétaire national du parti Europe Écologie Les Verts de 2019 à 2022. Il est également le juge suppléant de Danièle Obono à la Cour de justice de la République.
Des accusations de violences psychologiques déposées par son ex-compagne Anaïs Leleux le conduisent en septembre 2022 à se mettre en retrait de la coprésidence du groupe écologiste à l'Assemblée nationale et à démissionner du poste de secrétaire national d'EÉLV, puis de son groupe parlementaire et de son parti. Pourtant, les deux enquêtes diligentées par EÉLV ne révèlent, en 2022-2023 puis en 2024, aucun fait tangible de violences sexuelles ou sexistes. La procédure judiciaire est classée sans suite le 30 janvier 2025 pour « absence d’infraction ». 

## Situation personnelle

### Famille et formation
Julien Bayou naît dans une famille de gauche. Ses parents ont connu Mai 68. Pierre, son père (né en 1947), est architecte avant de devenir guérisseur à Béziers, et Mylène, sa mère (morte en 1986), est enseignante en sciences économiques et sociales, « une vraie maoïste » selon son mari, porteuse de valises du FLN. Sa grand-mère paternelle Marguerite est l'ancienne maire de Saint-Chinian de 1969 à 1983 et son grand-père paternel Raoul Bayou (1914-1995) est l'ancien député-maire socialiste de Cessenon-sur-Orb de 1958 à 1986,.
Il étudie au lycée Turgot, avant d'entrer à l'Institut d'études politiques de Strasbourg puis à l'Institut d'études politiques de Paris. Il obtient un DEA en économie internationale, effectué en partie lors d'un stage au sein de la rédaction d’Alternatives économiques, dressant un état des lieux des stages en entreprise en France. En 2011, il obtient une licence de droit en prenant des cours par correspondance, intègre l'École de formation professionnelle des barreaux de la cour d'appel de Paris en 2018 et obtient le certificat d'aptitude à la profession d'avocat en 2020. Il est inscrit au barreau de Paris.

### Carrière professionnelle
Après ses études, il travaille au ministère de l'Éducation nationale et en tant que consultant pour l'Unesco. De 2005 à 2008, il est chargé de mission pour l'Afrique au sein de Coordination SUD (la coordination française des ONG de solidarité internationale). En 2008, il quitte l'ONG pour monter une coopérative de « conseil en communication et mobilisation » avec son ami et associé Lionel Primault.
En 2013, il est chargé de campagnes pour Avaaz.org, ONG qui se mobilise sur diverses questions internationales, comme le changement climatique, les droits de l'homme, la corruption ou la pauvreté. C'est notamment dans ce cadre qu'il participe à la campagne de libération de la jeune Sevil Sevimli, étudiante franco-turque accusée par la justice turque d'appartenir à une organisation d'extrême gauche interdite, le Parti/Front révolutionnaire de libération du peuple (DHKP-C), condamnée à cinq ans de prison et placée sous contrôle judiciaire,. L'étudiante franco-turque a toutefois été autorisée à quitter la Turquie jusqu'à son procès en appel.

### Débuts militants
En 2005, il participe à la fondation de Génération précaire, collectif dénonçant la condition des stagiaires via des actions médiatisées. Le groupe retiendra ces notions d'agitprop et créera le collectif Jeudi noir, combattant par l'humour la crise du logement, dont Julien Bayou devient rapidement l'une des figures connues.
Il participe à la fondation, en 2010, du syndicat ASSO, qui milite pour l’amélioration des droits et des conditions de travail des salariés du secteur associatif.
En février 2011, à la suite de la décision de la ville de Paris de ne plus poursuivre l'ancien président de la République Jacques Chirac dans l'affaire des emplois fictifs de la mairie de Paris, il demande au tribunal administratif de Paris l'autorisation de plaider à la place de la municipalité puis il se porte partie civile au procès.
Fin 2012, il fait partie de l'équipe qui occupe le bâtiment du 2 rue de Valenciennes pour y loger des habitants soutenus par le collectif Jeudi noir et l'association Droit au logement DAL.
En juin 2013, il s'engage aux côtés de Jérôme Kerviel et interpelle Pierre Moscovici, le ministre de l'Économie, sur les conditions du remboursement par l'État de 1,7 milliard d'euros à la banque Société générale,. À la suite d'une lettre ouverte sans réponse, Julien Bayou saisit le tribunal administratif pour obtenir communication d'un document interne au ministère des Finances portant sur le bien-fondé de la ristourne fiscale accordée à la banque.
En avril 2015, il saisit la justice pour obtenir la liste des entreprises sanctionnées pour non-respect de la loi pour l'égalité réelle entre les femmes et les hommes.
En juillet de la même année, il dépose deux recours, un devant le Conseil d’État et un devant le tribunal administratif pour s'opposer à la restriction de l'encadrement des loyers à la seule ville de Paris alors que 29 zones « tendues » devaient à l'origine être concernées. En septembre, il lance le site « Aiderlesrefugies.fr » avec Anne-Cécile Mailfert afin de « lister toutes les initiatives pour faciliter l’aide en faveur des réfugiés ».
En 2015, il cofonde l'association Notre affaire à tous, qui cherche à faire reconnaître, au niveau pénal international, les atteintes les plus graves portées à l’environnement. En 2018, Notre Affaire à tous fait partie des quatre ONG qui assignent en justice l’État français pour inaction face aux changements climatiques dans le cadre de l’affaire Greenpeace.
Début 2016, il participe au mouvement Nuit debout. Il y traduit l'intervention de l'ancien ministre grec des Finances Yánis Varoufákis. Il rejoint également le DiEM25.
En novembre 2017, il lance dans le cadre de l'association Mon Revenu De Base ce qu'il présente comme la première expérimentation citoyenne du revenu universel de base. Via financement participatif, l'association rassemble de quoi offrir 1 000 euros par mois pendant un an à trois bénéficiaires tirés au sort. Cette mobilisation est également l'occasion de mener un plaidoyer en faveur de l'expérimentation par différents territoires sous l'égide de l'État de ce que l'association présente comme une innovation sociale.

## Parcours politique

### Débuts
En avril 2009, il participe à la création de Sauvons les riches, qui s'inscrit dans la campagne d'Europe Écologie pour les élections européennes de 2009. Il s'investit fortement dans ce mouvement aux côtés de Karima Delli, autre militante de Jeudi Noir qui sera élue députée européenne.

### Conseiller régional d'Île-de-France

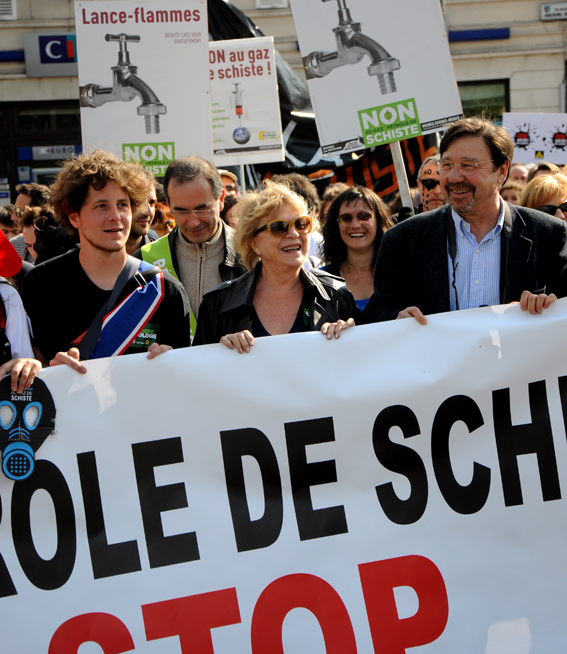
En manifestation à Meaux (avril 2011), avec Eva Joly, contre l'exploitation du pétrole de schiste.

Convaincu par le discours d'Europe Écologie, il s'engage aux côtés des écologistes lors des élections régionales de 2010. Situé en quatrième position sur la liste menée par Safia Lebdi dans le département du Val-d'Oise, il est élu au conseil régional d'Île-de-France le 21 mars 2010 sur la liste de fusion PS-Europe Écologie-Front de gauche. Il s'investit au sein des commissions « logement » et « développement économique, tourisme, NTIC et innovation » et devient le président du Centre francilien pour l'innovation (soutien aux PME innovantes).
Il écrit fréquemment des articles et tribunes en ligne, que ce soit sur Rue89 avec un listing détaillé de ses revenus et indemnités, dans Le HuffPost ou dans Le Plus du L'Obs.
En décembre 2010, la revue Technikart lui décerne la première classe dans son Top 100 des moins de 40 ans qui font bouger la France.
Dans le cadre de la primaire écologiste de 2011, il soutient Eva Joly, et devient son « directeur de la mobilisation ».

### Porte-parole d'Europe Écologie les Verts puis secrétaire national
En décembre 2013, il est officiellement élu, avec Sandrine Rousseau, porte-parole d'Europe Écologie les Verts. Pendant l'été 2015 et à la suite du départ de plusieurs personnalités d'EÉLV dont les parlementaires Jean-Vincent Placé et François de Rugy, il cristallise contre lui des critiques l'accusant d'être responsable d'une « dérive gauchiste » du parti.
En tant que porte-parole d'EÉLV, il participe à deux missions d'observations électorales au Kurdistan turc en mars 2014 puis en Ukraine en octobre de la même année. Il se rend également en Écosse en soutien au référendum sur l'indépendance de septembre 2014 ainsi qu'en Grèce pour soutenir le mouvement SYRIZA en janvier 2015 dans le cadre d'une délégation de militants de gauche et d'écologistes.
En 2015, pour les élections régionales, alors qu'il se représente en Île-de-France, il est tête de liste à Paris derrière Emmanuelle Cosse. Les listes franciliennes fusionnent avec celles du PS et du FG entre les deux tours mais sont battues par celles de Valérie Pécresse. Julien Bayou est néanmoins réélu conseiller régional.
En décembre 2015, il est présenté par le Huffington Post comme une des dix « révélations politiques » de l'année 2016.
Il se présente aux élections législatives de 2017 dans la cinquième circonscription de Paris avec comme suppléante Marie Desplechin. Il est éliminé au premier tour, obtenant 12,36 % des suffrages exprimés.
En mai 2018, il publie un livre, Désobéissons pour sauver l'Europe, dans lequel il propose une stratégie de désobéissance dans et pour l'Europe, comme alternative au statu quo ou à la ligne souverainiste de sortie de l'Europe portée par une partie de la gauche radicale,.
En septembre 2018, un sondage de l'IFOP pour le JDD le crédite de 8 à 11 % comme tête de liste pour EÉLV pour les élections municipales de 2020 à Paris, ce qui est le score obtenu par EÉLV en 2014. Mais en juin suivant, avec 40 % des voix lors de la primaire de son parti pour la tête de liste à la mairie de Paris, il est devancé par David Belliard et renonce à un second tour,.
Le 30 novembre 2019, il est désigné secrétaire national d'Europe Écologie Les Verts.

### Élections régionales de 2021 en Île-de-France
Julien Bayou annonce sa candidature pour le poste de président de la région Île-de-France le 26 août 2020. Sa candidature est soumise au vote des militants d'Europe Écologie Les Verts, qui le nomment candidat du parti. Il conduit une liste de rassemblement des partis écologistes, comportant, outre EÉLV, Génération.s, Génération écologie, Cap écologie et le MdP. Corinne Lepage, coprésidente de Cap écologie, et Benoît Hamon soutiennent la liste conduite par Julien Bayou.
Lors des premiers mois de campagne, il se positionne contre le projet de gare sur les terres agricoles de Gonesse ou bien en faveur de la préservation de l'île Seguin. Il défend un plan de rénovation massif des lycées, le don de vélos aux lycéens. Il déclare vouloir multiplier par trois le nombre d'agriculteurs en Île-de-France, et soutient la mise en place d'une alternative végétarienne quotidienne dans les cantines des lycées. Il promet un plan d'investissement de trois milliards d’euros pour transformer l'économie francilienne au service du climat et de l'emploi local. Il s’oppose à des projets du Grand Paris comme le Charles-de-Gaulle Express, pour mettre plutôt en avant la rénovation des RER B et D.
Au premier tour, la liste qu'il conduit obtient 13 % des suffrages exprimés, arrivant en troisième position. Dans l’entre-deux-tours, il fusionne sa liste avec celles d'Audrey Pulvar et de Clémentine Autain. Cette alliance est battue au second tour, avec 33,7 % des voix, par la liste de droite de la présidente du conseil régional sortant, Valérie Pécresse. Il devient conseiller régional Ile-de-France, puis abandonne sa charge en septembre 2022, alors qu'il est devenu député à l'Assemblée nationale, même s'il n'y est pas tenu légalement : il se conforme ainsi à la philosophie de son parti politique EÉLV qui prône le non-cumul de mandats.

### Élections législatives de 2022
En juin 2022, Julien Bayou est candidat aux élections législatives dans la 5e circonscription de Paris avec l’étiquette de la NUPES. Au premier tour, il arrive en tête avec 48,8 % des suffrages, loin devant la candidate de la majorité présidentielle Élise Fajgeles (29,7 %), obtenant un des meilleurs scores d'EÉLV au premier tour. Il remporte le second tour avec 58,05 % des suffrages.
Le 23 juin 2022, il est élu coprésident du groupe écologiste en binôme avec Cyrielle Chatelain. La coprésidence paritaire est une pratique habituelle du groupe écologiste, déjà en vigueur lors de la mandature 2012-2017.
Lors de la séance du 26 juillet 2022 à l'Assemblée nationale, il est élu juge suppléant de Danièle Obono à la Cour de justice de la République. Il prête serment le 27 juillet.

### Classement sans suite d'accusations de "harcèlement moral et d'abus de faiblesse"
En juillet 2022, Anaïs Leleux, ex-compagne de Julien Bayou entre 2017 et 2021,, saisit contre lui la Cellule d’enquête et de sanction sur le harcèlement et les violences sexuelles et sexistes d’EÉLV. Julien Bayou évoque une rupture « qui ne constitue en rien des violences sexistes ou sexuelles ni des comportements inappropriés envers quiconque ». « Il s'agit malheureusement d'une histoire qui se termine dans la souffrance, et d'une rupture qui s'accompagne de menaces à peine voilées à mon endroit et d'une forme d'instrumentalisation que je ne peux que déplorer ». Sandrine Rousseau affirme en septembre 2024 avoir reçu la plaignante, recueilli son témoignage, et déplore « des comportements qui sont de nature à briser la santé morale »,. Le 20 septembre 2022, Julien Bayou se met « en retrait de la coprésidence du groupe écologiste à l'Assemblée », puis démissionne six jours plus tard de la direction du parti.
Le 25 octobre 2022, le site Reporterre publie une enquête comprenant des témoignages d'anciennes compagnes de Julien Bayou, restées anonymes, et touchant à des événements liés à leur relation. Certaines dénoncent des violences psychologiques, une « emprise sentimentale » ou un mélange du professionnel et du privé tandis que d'autres nuancent ces accusations contre l'homme politique,.
Le 1er février 2023, la cellule interne d'EÉLV clôt l'enquête interne du parti, estimant « ne pas avoir pu mener à bien ses investigations », la plaignante n'ayant pas voulu être auditionnée. Julien Bayou n'a pas été auditionné malgré ses demandes.
Début mars 2024, Anaïs Leleux dépose une plainte où elle l'accuse de harcèlement moral et d’abus de faiblesse. Julien Bayou annonce sa mise en retrait des Écologistes et du groupe écologiste à la suite de ces accusations. En avril 2024, EÉLV commandite une enquête externe auprès d'un cabinet spécialisé. Il démissionne de son parti le 2 avril 2024, ainsi que du groupe à l'Assemblée nationale. L'enquête interne ne révèle aucun délit. La procédure judiciaire est classée sans suite le 30 janvier 2025 pour « absence d’infraction »,.

### Élections législatives de 2024
Julien Bayou annonce le 10 juin 2024 être candidat à sa propre succession dans le cadre des élections législatives de 2024. Il promet de démissionner en cas de condamnation pour les faits de harcèlement moral et d'abus de faiblesse dont l'accuse son ex-compagne. Pouria Amirshahi est cependant investi en face de lui par son ancien parti pour l'union des gauches. Julien Bayou retire alors sa candidature le 14 juin et soutient le candidat NFP, finalement élu dans sa circonscription,.

## Prises de position

### Légalisation sur le cannabis
En tant que secrétaire national d'EÉLV, Julien Bayou est favorable à la législation sur le cannabis. Il estime que la réponse pénale est responsable du « plus fort taux de consommation chez les ados de 14 ans », « sans parler évidemment de la difficulté pour bon nombre de quartiers et de la question sécuritaire ».
Dans ce cadre il prend fait et cause pour la filière du cannabidiol (CBD) notamment au motif que cette substance non addictive et non psychotrope permet aux personnes qui consomment du cannabis de s'en passer. Il a ainsi porté avec d'autres avocats le référé liberté qui a suspendu l'arrêté qui interdisait la vente de CBD.

### Violences policières
À la suite d'une manifestation contre la proposition de loi relative à la sécurité globale en novembre 2020, il déplore dans un tweet à la fois les « violences policières » à l'encontre des manifestants et le « lynchage » dont sont victimes les policiers lors de cette manifestation. Une polémique sur la pertinence de ce terme dans ce contexte est exploitée politiquement par des médias et personnalités politiques qui lui reprochent une concession à des discours communautaristes,.
Il propose la mise en place d'une police des polices indépendante en lieu et place de l'Inspection générale de la Police nationale (IGPN), estimant que « les policiers ne peuvent pas être les contrôleurs des policiers ».

### Bien-être animal
Julien Bayou soutient notamment l’idée de référendums sur le bien-être animal et les mesures proposées par l'association L214.

### Encadrement d'Amazon
Il se prononce en faveur d'un moratoire sur les entrepôts Amazon pour « protéger le petit commerce ».

## Résultats électoraux

### Élections législatives
| Année | Parti | Parti | Circonscription | 1er tour | 1er tour | 2d tour | 2d tour | Issue   |
| Année | Parti | Parti | Circonscription | %        | Rang     | %       | Rang    | Issue   |
| ----- | ----- | ----- | --------------- | -------- | -------- | ------- | ------- | ------- |
| 2017  |       | EÉLV  | 5e de Paris     | 12,36    | 3e       | /       | /       | Éliminé |
| 2022  |       | NUPES | 5e de Paris     | 48,8     | 1er      | 58,05   | 1er     | Élu     |

### Élections régionales
Les résultats ci-dessous concernent uniquement les élections où il est tête de liste.
| Année | Liste | Liste          | Région        | Résultats | Résultats | Résultats | Résultats | Sièges obtenus (liste d'union) | Sièges obtenus (liste Bayou) |
| Année | Liste | Liste          | Région        | 1er tour  | 1er tour  | 2d tour   | 2d tour   | Sièges obtenus (liste d'union) | Sièges obtenus (liste Bayou) |
| Année | Liste | Liste          | Région        | %         | Rang      | %         | Rang      | Sièges obtenus (liste d'union) | Sièges obtenus (liste Bayou) |
| ----- | ----- | -------------- | ------------- | --------- | --------- | --------- | --------- | ------------------------------ | ---------------------------- |
| 2021  |       | EÉLV-G·s-GÉ-CÉ | Île-de-France | 13,01     | 3e        | 33,68     | 2e        | 53 / 204                       | 18 / 204                     |

## Publications
- Le Petit Livre noir du logement, collectif, éditions La Découverte, 2009
- Dix bonnes raisons d’aimer (ou pas) l’éducation populaire, I love educ pop, collectif sous la direction de Damien Cerqueus et Mikaël Garnier-Lavalley, éditions de l'Atelier, 2010
- Kerviel, une affaire d'État : 2 milliards pour la Société en général, préface d'Eva Joly, éditions Arcane 17, 2016
- Désobéissons pour sauver l'Europe, éditions Rue de l'échiquier, 2018
- Comment nous allons sauver le monde, collectif, Massot Editions, 2019
- En vert et avec tou.tes, éditions Jean-Claude Lattès, 2021

### Documentaires
- Génération Stagiaire, d'Antoine Gallien, 2006. Film sur la mobilisation de Génération précaire en novembre 2005.
- Génération précaire, derrière les masques, de Ruxanda Medrea, 2006. Le film « analyse cette mobilisation et leur engagement qui a su interpeller parents, politiques et syndicats sur des dérives en cours de normalisation. »[réf. nécessaire]
- Émergences, de Delphine Vailly et Alexis Marrant, 2007. Film qui suit les mobilisations de différents collectifs dont Génération précaire, Sauvons les riches ou Jeudi noir.« Les nouveaux contestataires », sur Le Monde.fr (consulté le 18 octobre 2015).
- Ainsi squattent-ils, de Marie Maffre, 2013. Film qui suit le collectif Jeudi noir à travers son combat pour le logement.